# 14466 Hodge
14466 Hodge eller 1993 OY2 är en asteroid i huvudbältet som upptäcktes den 25 juli 1993 av den amerikanske astronomen Mark Hammergren vid Manastash Ridge-observatoriet. Den har fått sitt namn efter Paul W. Hodge.
Asteroiden har en diameter på ungefär 4 kilometer.